# راسل دين دوبوي
راسل دين دوبوي (بالإنجليزية: Russel D. Dupuis)‏ (و. 1947 – م) هو مهندس، ومهندس كهربائي وهو عضواً في جمعية مهندسي الكهرباء والإلكترونيات، والأكاديمية الوطنية للهندسة .

## التعليم
تعلم في جامعة إلينوي ‏، وجامعة إلينوي في إربانا-شامبين

## جوائز
حصل على جوائز منها:
- وسام إديسون (2007)
- قلادة العلوم الوطنية الأمريكية في مجال التكنولوجيا والإبتكار (2002).